# Italopodisma ebneri
Italopodisma ebneri är en insektsart som först beskrevs av Scott LaGreca 1954.  Italopodisma ebneri ingår i släktet Italopodisma och familjen gräshoppor. Inga underarter finns listade i Catalogue of Life.